# Первенство Московской области по хоккею с мячом
Первенство Московской области по хоккею с мячом - региональный турнир по хоккею с мячом, проводится с 1933 года (кроме 1941 – 1945 годов), является одним из старейших в России региональных турниров. С 2004 года в первенстве Московской области принимают участие и команды из Москвы.

## История турнира
Первые турниры проводились по олимпийской системе с участием сборных городов. После разукрупнения Московской области перед Великой Отечественной войной и первые после военные турниры проводились в скоротечном турнире с участием от шести до двенадцати команд. С 1952 года начинает разыгрываться чемпионат РСФСР, который представлял собой многоступенчатый турнир, включающий проведение региональных соревнований. На первом этапе среди региональных турниров была сформирована отдельная зона, в которой выступали команды Подмосковья. При этом параллельно проводилось и первенство Московской области. В 1952, 1953 и 1954 годах это были абсолютно не связанные между собой турниры. Одни и те же команды и игроки могли выступать и в подмосковной зоне чемпионата РСФСР, и в первенстве Московской области. Зимой 1954/1955 годов проведение обоих турниров получило более строгую организацию: с 1955 по 1960 годы лучшие клубы области выступали в подмосковной зоне чемпионата РСФСР, а первенство Московской области было турниром более низкого уровня, победитель которого получал право в следующем сезоне выступать в подмосковной зоне чемпионата РСФСР.
В 1961-1964 годах соревнования в подмосковной зоне чемпионата РСФСР одновременно являлись первенством Московской области.
Турнир 1962 года являлся одновременно первым этапом чемпионата СССР.
С 1965 г. по 1992 г. в чемпионатах РСФСР (разыгрывались до 1974 года) и турнирах второй лиги (проводились с 1975 по 2000 годы, кроме сезона 1977/1978) от Московской области играли либо
победитель первого круга, как было в 1965, 1968, 1969 и 1971 годах, либо прошлогодний чемпион, как в остальные годы, кроме 1979 и 1981 годов. Такая же ситуация была и в других областях, т. к. зональные турниры проходили до окончания областных первенств.
В течение 30 лет – с сезона 1964/1965 годов по сезон 1994/1995 годов – формула проведения первенства Московской области была очень стабильной. В первой группе первенства выступали, как
правило, восемь команд (кроме, 1966 и 1995 – 7 команд, 1967 – 6 команд, 1968 – 9 команд). Победитель первенства и призёры определялись как в клубном зачете, так и по каждому возрасту. Обмен между группами осуществлялся по итогам клубного зачета. В сезоне 1995/1996 годов, когда общее число участников первенства Московской области, сократилось до 10 команд, турнир прошёл в одной группе в два этапа. Детские и юношеские команды клубов были объединены в одну команду, а клубный зачет был отменен. В сезоне 1997/1998 годов, когда число команд сократилось до 8, соревнования вернулись к прежней формуле двухкругового турнира, а позже, когда увеличилось число детских и юношеских команд у клубов, был возвращен клубный зачет.

## Интересные факты
Клубная команда «Зоркий» в первенстве Московской области дебютировала в 1971 году, поэтому достижения, которые были у красногорцев до 1971 года на областных соревнованиях, относятся к команде мастеров. Кстати, у «Вымпела» клубная команда впервые приняла участие в первенстве Московской области годом ранее – в 1970 году, поэтому к достижениям главной команды относятся победы в областных соревнованиях до 1970 года. В сезоне 2016/2017 команда «Вымпел» отказалась от участия в первенстве России среди команд высшей лиги из-за финансовых трудностей, приняв участие в первенстве Московской области
В 1992 году команды ДЮСШ «Зоркий» и ДЮСШ «Вымпел» стали выступать в чемпионате Москвы: во-первых потому, что проведение гостевых матчей в Москве было значительно удобнее и дешевле, чем поездка в Шатуру или Ликино-Дулево, а во-вторых, в тот момент соперники в Москве были сильнее, чем многие областные команды.
В конце 1990-х годов в турнире, который продолжал именоваться «чемпионатом Москвы» играли шесть клубов – московские «Динамо», «Фили», «Текстильщик» и «Спартак» Некрасовки, который довольно скоро сменил название на «Пламя», а также красногорский «Зоркий» и королевский «Вымпел». Постепенно количество команд стало уменьшаться: были закрыты школы «Текстильщика» и «Спартака», красногорский «Зоркий» переключился полностью на соревнования в Московской области, и в чемпионате Москвы играли всего три клуба – «Динамо», «Фили» и «Вымпел», причем самым старшим возрастом, где победа считается наиболее престижной, фактически выступали молодёжные команды, где возраст игроков достигал 16-18 лет.
Последний чемпионат Москвы был разыгран в сезоне 2002/2003 годов: «Вымпел» (Королев) победил в клубном зачете, тогда как «Динамо» стало победителем в старшем разряде. Летом школа в
«Филях» была закрыта, а школа «Вымпела» вернулась в первенство Московской области.
Оставшись без соперников, школа московского «Динамо» была включена в первенство Московской области в сезоне 2004/2005 годов.

## Победители и призеры первенства Московской области
| Год    | Победитель                            | Серебряный призёр                           | Бронзовый призёр                                   |
| ------ | ------------------------------------- | ------------------------------------------- | -------------------------------------------------- |
| 1933   | сборная г.Тулы                        | сборная г.Люберцы                           | сборная г.Орехово-Зуево и сборная г.Калинина       |
| 19341  |                                       |                                             |                                                    |
| 19352  |                                       |                                             |                                                    |
| 1936   | «Трудкоммуна им. Г. Г. Ягоды» Болшево | сборная г.Тулы                              |                                                    |
| 1937   | «Трудкоммуна им. Г. Г. Ягоды» Болшево |                                             |                                                    |
| 1938   | «Снайпер» Красногорск                 |                                             |                                                    |
| 1939   | «Азот» Электросталь                   |                                             |                                                    |
| 1940   | «Металлист» Болшево                   |                                             |                                                    |
| 1946   | «Сельмаш» Люберцы                     |                                             |                                                    |
| 1947   | «Трактор» Люберцы                     |                                             |                                                    |
| 1948   | «Трактор» Люберцы                     |                                             |                                                    |
| 1949   | «Зенит» Калининград                   |                                             |                                                    |
| 1950   | «Химик» Орехово-Зуево                 | «Зенит» Красногорск                         | «Зенит» Калининград                                |
| 1951   | «Зенит» Калининград                   | «Наука» Балашиха                            |                                                    |
| 1952   | «Крылья Советов» Костино              | «Красное знамя» Ликино-Дулево               |                                                    |
| 1953   | «Зенит» Калининград                   |                                             |                                                    |
| 1954   | команда в/ч ВВС (Чкаловский)          | «Красное знамя» Кунцево                     | «Крылья Советов — I (ЦАГИ)» Жуковский              |
| 1955   | «Крылья Советов» Сетунь               | «Зенит» Калининград                         | «Спартак» Ногинск                                  |
| 1956   | «Крылья Советов — ЛИИ» Жуковский      | «Торпедо» Подольск                          | «Металлург» Солнечногорск                          |
| 1957   | команда Коврового комбината3 Обухово  | «Торпедо» Мытищи                            | «Динамо» Ленинский район                           |
| 1958   | «Труд» Дзержинский                    | команда Кантемировской дивизии Наро-Фоминск | «Труд» Ликино-Дулево                               |
| 1959   | «Труд» Ликино-Дулево                  | «Динамо» Ленинский район                    |                                                    |
| 1960   | «Карболит» Орехово-Зуево              | «Труд» Солнечногорск                        | команда Карачаровского механического завода Перово |
| 19614  | «Труд» Ликино-Дулево                  | «Труд» Солнечногорск                        |                                                    |
| 19624  | «Вымпел» Калининград                  | «Труд» Красногорск                          | «Труд» Обухово                                     |
| 19634  | «Труд» Балашиха                       | «Труд» Люберцы                              | «Труд» Томилино                                    |
| 19644  | «Металлист» Калининград               | «Труд» Обухово                              | «Труд» Томилино                                    |
| 1965   | «Труд» Томилино                       | «Металлист» Калининград                     | «Труд» Обухово                                     |
| 1966   | «Труд» Томилино                       | «Труд» Обухово                              | команда завода им. 40-летия Октября Балашиха       |
| 1967   | «Металлист» Калининград               | «Труд» Обухово                              | «Труд» Ликино-Дулево                               |
| 1968   | «Зенит» Томилино                      | «Металлист» Калининград                     | «Труд» Ликино-Дулево                               |
| 1969   | «Труд» Ликино-Дулево                  | «Труд» Обухово                              | «Зенит» Томилино                                   |
| 1970   | «Вымпел» Калининград                  | «Труд» Обухово                              | «Зенит» Томилино                                   |
| 1971   | «Труд» Обухово                        | «Металлист» Калининград                     | «Вымпел» Калининград                               |
| 1972   | «Металлист» Калининград               | «Труд» Обухово                              | «Труд» Ликино-Дулево                               |
| 1973   | «Труд» Обухово                        | «Вымпел» Калининград                        | «Зоркий» Красногорск                               |
| 1974   | «Труд» Обухово                        | «Вымпел» Калининград                        | «Металлист» Калининград                            |
| 1975   | «Вымпел» Калининград                  | «Труд» Обухово                              | «Труд» Ликино-Дулево                               |
| 1976   | «Труд» Обухово                        | «Текстильщик» Ликино-Дулево                 | «Вымпел» Калининград                               |
| 1977   | «Труд» Обухово                        | «Вымпел» Калининград                        | «Металлист» Калининград                            |
| 1978   | «Вымпел» Калининград                  | «Труд» Обухово                              | «Криогенмаш» Балашиха                              |
| 1979   | «Зоркий» Красногорск                  | «Труд» Обухово                              | «Текстильщик» Ликино-Дулево                        |
| 1980   | «Вымпел» Калининград                  | «Труд» Обухово                              | «Зоркий» Красногорск                               |
| 1981   | «Труд» Обухово                        | «Вымпел» Калининград                        | «Криогенмаш» Балашиха                              |
| 1982   | «Вымпел» Калининград                  | «Труд» Обухово                              | «Металлист» Калининград                            |
| 1983   | «Труд» Обухово                        | «Вымпел» Калининград                        | «Зоркий» Красногорск                               |
| 1984   | «Труд» Обухово                        | «Вымпел» Калининград                        | «Зоркий» Красногорск                               |
| 1985   | «Труд» Обухово                        | «Вымпел» Калининград                        | «Криогенмаш» Балашиха                              |
| 1986   | «Труд» Обухово                        | «Вымпел» Калининград                        | «Металлист» Калининград                            |
| 1987   | «Труд» Обухово                        | «Металлист» Калининград                     | «Зоркий» Красногорск                               |
| 1988   | «Труд» Обухово                        | «Вымпел» Калининград                        | «Криогенмаш» Балашиха                              |
| 1989   | «Торпедо» Мытищи                      | «Зоркий» Красногорск                        | «Вымпел» Калининград                               |
| 1990   | «Ковровщик» Обухово                   | «Текстильщик» Ликино-Дулево                 | «Урожай» Томилино                                  |
| 1991   | «Ковровщик» Обухово                   | «Текстильщик» Ликино-Дулево                 | «Урожай» Томилино                                  |
| 1992   | «Ковровщик» Обухово                   | «Текстильщик» Ликино-Дулево                 |                                                    |
| 1993   | «Ковровщик» Обухово                   | «Текстильщик» Ликино-Дулево                 | «Энергия» Шатура                                   |
| 1994   | «Ковровщик» Обухово                   | «Текстильщик» Ликино-Дулево                 | «Криогенмаш» Балашиха                              |
| 1995   | «Ковровщик» Обухово                   |                                             |                                                    |
| 1996   | «Ковровщик» Обухово                   | «Текстильщик» Ликино-Дулево                 | «Урожай» Томилино                                  |
| 1997   | «Урожай» Томилино                     | «Текстильщик» Ликино-Дулево                 | «Ковровщик» Обухово                                |
| 1998   | «Текстильщик» Ликино-Дулево           | «Труд» Обухово                              | «Урожай» Томилино                                  |
| 1999   | «Стрела» Жуковский                    | «Текстильщик» Ликино-Дулево                 | «Труд» Обухово                                     |
| 2000   | «Текстильщик» Ликино-Дулево           | «Юность» Обухово                            |                                                    |
| 2001   | СК «Обухово» Обухово                  | «Текстильщик» Ликино-Дулево                 | «Урожай» Томилино                                  |
| 2002   | СК «Обухово» Обухово                  | «Текстильщик» Ликино-Дулево                 |                                                    |
| 2003   | СК «Обухово» Обухово                  |                                             |                                                    |
| 2003   | «Зоркий» Красногорск                  | СК «Обухово» Обухово                        | «Вымпел» Королёв                                   |
| 2004   | «Зоркий»5 Красногорск                 | СК «Обухово» Обухово                        | «Зоркий» ДЮСШ5 Красногорск                         |
| 2005   | «Зоркий» Красногорск                  | СК «Обухово» Обухово                        | «Зоркий» ДЮСШ Красногорск                          |
| 2006   | «Зоркий» Красногорск                  | СК «Обухово» Обухово                        | «Зоркий» ДЮСШ Красногорск                          |
| 2007   | «Зоркий» Красногорск                  | «Стрела ЛИИ» Жуковский                      | СК «Обухово» Обухово                               |
| 2008   | «Зоркий» Красногорск                  | «Стрела ЛИИ» Жуковский                      | СК «Обухово» Обухово                               |
| 2009   | «Стрела ЛИИ» Жуковский                | «Зоркий» Красногорск                        | СК «Обухово» Обухово                               |
| 2010   | «Стрела ЛИИ» Жуковский                | СК «Обухово» Обухово                        | «Вымпел» Королёв и «Новокосино» Москва             |
| 20116  | «Энергия» Шатура                      | «Новокосино» Москва                         | «Зоркий» ГСС5 Красногорск                          |
| 20116  | «Стрела ЛИИ» Жуковский                | «Зоркий» Красногорск                        | «Спартак» Некрасовка, Москва                       |
| 2012   | СК «Обухово» Обухово                  | «Энергия» Шатура                            | «Вымпел» Королёв и «Зоркий» Красногорск            |
| 2013   | «Энергия» Шатура                      | «Зоркий» Красногорск                        | «Стрела ЛИИ» Жуковский и «Новокосино» Москва       |
| 20147  | «Энергия» Шатура                      | «Русич» Ликино-Дулево                       | «Вымпел» Королёв                                   |
| 20147  | «Зоркий» Красногорск                  | «Стрела ЛИИ» Жуковский                      | «Хотвелл-Новокосино» Москва                        |
| 20158  | ФХК «Балашиха» Балашиха               | «Спартак» Некрасовка, Москва                | «Хотвелл-Новокосино» Москва и «Вымпел» Королёв     |
| 20169  | ФХК «Балашиха» Балашиха               | «Энергия» Шатура                            |                                                    |
| 201710 | «Стрела ЛИИ» Жуковский                | «Энергия» Шатура                            | «Хотвелл-Новокосино» Москва                        |
| 201710 | «Вымпел» Королёв                      | «Энергия» Шатура                            | «Русич» Ликино-Дулево                              |
| 2018   | ФХК «Балашиха» Балашиха               | «Стрела ЛИИ» Жуковский                      | СК «Обухово» Обухово                               |
| 2019   | ФХК «Балашиха» Балашиха               | «Зоркий» ГСС Красногорск                    | «Русич» Ликино-Дулево                              |
| 202011 | «Зоркий» ГСС Красногорск              | СК «Обухово» Обухово                        | «Энергия» Шатура                                   |
| 2021   | «Бруски» Красногорск                  | «Русич» Ликино-Дулево                       | «Зоркий» ГСС Красногорск                           |
| 2022   | ФХК «Балашиха» Балашиха               | «Русич» Ликино-Дулево                       | «Зоркий» ГСС Красногорск                           |
| 2023   | «Зоркий» ГСС Красногорск              | «Русич» Ликино-Дулево                       | «Вымпел» Королёв                                   |
| 2024   | «Зоркий-Водоканал» 12 Красногорск     | СШ «Динамо» Москва                          | «Русич» Ликино-Дулево                              |
| 2025   | «Вымпел» Королёв                      | «Русич» Ликино-Дулево                       | СК «Обухово» Обухово                               |

## Победители Подмосковной зоны чемпионата РСФСР (1952 – 1960)
| Год  | Победитель                               | Серебряный призёр                        | Бронзовый призёр    |
| ---- | ---------------------------------------- | ---------------------------------------- | ------------------- |
| 1952 | «Урожай» Перово                          | завод им. М. И. Калинина Калининград     |                     |
| 1953 | «Урожай» Перово                          |                                          |                     |
| 1954 | команда фабрики им. В. И. Ленина Обухово | «Зенит» Калининград                      | «Зенит» Тушино      |
| 1955 | «Урожай» Перово                          | команда фабрики им. В. И. Ленина Обухово | «Зенит» Красногорск |
| 1956 | «Урожай» Перово                          | «Зенит» Калининград                      |                     |
| 1957 | «Крылья Советов» Сетунь                  | «Зенит» Калининград                      | «Зенит» Красногорск |
| 1958 | «Труд» Сетунь                            | команда фабрики им. В. И. Ленина Обухово | «Труд» Балашиха     |
| 1959 | «Труд» Обухово                           | «Труд» Костино                           |                     |
| 1960 | «Труд» Обухово                           | «Труд» Сетунь                            | «Труд» Красногорск  |